# Head in the Game Park
Het Head in the Game Park, ook bekend als United Park, is een multifunctioneel stadion in Drogheda, een plaats in Ierland. Eerder heette dit stadion, vanwege de sponsor, O2 Park en Hunky Dorys Park.
Het stadion werd geopend in 1979. Officieel was dit op 12 augustus 1979 met een vriendschappelijke wedstrijd tegen Queens Park. In het stadion was plaats voor 5.400 toeschouwers. Om veiligheidsredenen werd dit aantal teruggebracht naar 2.000. Hiervan zijn ongeveer 1.500 zitplekken. 
Het stadion wordt vooral gebruikt voor voetbalwedstrijden; de voetbalclub Drogheda United FC maakt gebruik van dit stadion. Het Iers voetbalelftal onder 21 speelde een aantal internationale wedstrijden in dit stadion. Het was ook een van de stadions op het Europees kampioenschap voetbal onder 16 van 1994. Er werden drie groepswedstrijden gespeeld.
Dalymount Park (Bohemian FC) ·
Finn Park (Finn Harps FC) ·
Oriel Park (Dundalk FC) ·
Richmond Park (St. Patrick's Athletic FC) ·
Ryan McBride Brandywell Stadium (Derry City FC) ·
Showgrounds (Sligo Rovers FC) ·
Tallaght Stadium (Shamrock Rovers FC) ·
Tolka Park (Shelbourne FC) ·
Turners Cross (Cork City FC) ·
Waterford Regional Sports Centre (Waterford FC)
Athlone Town Stadium (Athlone Town FC) ·
Bishopsgate (Longford Town FC) ·
Carlisle Grounds (Bray Wanderers AFC) ·
Eamonn Deacy Park (Galway United FC) ·
Ferrycarrig Park (Wexford FC) ·
St. Colman's Park (Cobh Ramblers FC) ·
Stradbrook Road (Cabinteely FC) ·
Tallaght Stadium (Shamrock Rovers FC II) ·
UCD Bowl (University College Dublin AFC) ·
Head in the Game Park (Drogheda United FC) ·